# 土居流
土居流（どいながれ）は、博多祇園山笠の運営における構成単位である流の一つである。
福岡市博多区博多地域の南北に伸びる土居町筋に面する町々が区域であり、旧町名では10カ町となる。町名町界整理後の現在の住所では上川端町・冷泉町・下川端町・綱場町・古門戸町・奈良屋町に該当する。
博多祇園山笠では舁き山を奉納する。山笠の運営は一つもしくは複数の町が当番となっておこなう。土居流の舁き山とは別に、上川端通が“走る飾り山”の八番山笠を奉納する。
当番法被（長法被）や水法被はそれぞれの町ごとに異なったデザインのものを着用し、久留米絣を用いる。締め込みは紺や緑が多く見られる。
走る飾り山飾の八番山笠上川端通の舁き手は「上川端」と背に書かれた独自の水法被を着用する。役員は藍染に白地で「上川端」と染め抜かれた水法被を使用する。

## 概要
太閤町割りからある伝統的な流であるが、1966年（昭和41年）に行われた博多地区町界町名整理事業の影響で土居流に属する全ての町名が消滅し土居流は解散するが、熱心な若手らにより「土居流保存会」をつくり、3年後に正式に土居流として復活する。

## 構成町
旧町10ヶ町で構成されているが、上土居町は人口減少のため舁き手（参加者）はおらず、実質9ヶ町で構成されている。しかし、文面上や講には「上土居町」の町名が今現在も残っている。
- 上新川端町
- 大乗寺前町
- 上土居町
- 中土居町
- 下土居町
- 片土居町
- 川口町
- 行町
- 浜小路
- 西方寺前町